# Billy Powell
Pour les articles homonymes, voir Powell.
Billy Powell, de son nom complet William Norris Powell, était un musicien nord-américain né le 3 juin 1952 à Corpus Christi et décédé d'une crise cardiaque le 28 janvier 2009 à son domicile d'Orange Park.

## Biographie
Billy Powell commença le piano très jeune. Adolescent, il déménagea avec sa famille à Jacksonville, en Floride, et fréquenta la Bishop Kenny High School où il rencontra Leon Wilkeson, futur bassiste de Lynyrd Skynyrd.
Powell travailla comme roadie pour Lynyrd Skynyrd à partir de 1970. Un jour, durant les préparatifs d'un spectacle en 1972, il se mit à jouer sa propre version de leur fameux morceau Free Bird. Ronnie Van Zant, le chanteur, en fut impressionné et l'invita à prendre le poste de claviériste dans le groupe.
Billy Powell fut très grièvement blessé au visage lors du tragique accident d'avion qui décima les rangs de Lynyrd Skynyrd le jeudi 20 octobre 1977. Il fut l'un des seuls rescapés du crash.